# AMO-2
Der AMO-2 (russisch AMO-2) ist ein von 1930 bis 1931 in Serie gefertigter Lastkraftwagen des sowjetischen Ersten staatlichen Automobilwerks (russisch 1-й Государственный автомобильный завод, abgekürzt als 1-й ГАЗ, transkribiert 1-i Gossudarstwenny Awtomobilny Sawod). Bis etwa 1925 war auch im Unternehmensnamen das Kürzel AMO zu finden, das für Awtomobilnoje Moskowskoje Obschtschestwo (deutsch: Moskauer Automobilgesellschaft) stand und sich in der Typenbezeichnung des Lastwagens widerspiegelt. Bei dem Fahrzeug handelte es sich um eine Kopie des Autocar Dispatch SA der US-amerikanischen Marke Autocar. Insgesamt wurden etwa 1700 Exemplare gebaut.

## Fahrzeuggeschichte
Im Herstellerwerk in Moskau wurde bereits seit 1924 der AMO-F-15 produziert. Ende der 1920er-Jahre sah man sich deshalb im Ausland nach geeigneten Konstruktionen um. Vertreter von Daimler-Benz wurden eingeladen und besichtigten das Unternehmen, es kam aber keine Kooperation zu Stande. Stattdessen wurden 2000 Bausätze des US-amerikanischen Zweieinhalbtonners Dispatch SA der Marke Autocar zugekauft und ab 1930 bei der ehemaligen AMO montiert. Nur sehr wenige Teile stammten aus sowjetischer Eigenproduktion, zum Beispiel Kleinigkeiten wie Türgriffe.
Der AMO-2 brachte verschiedene Neuerungen in den sowjetischen Lastwagenbau. Er war als erstes Fahrzeug mit einer Membranbenzinpumpe und Batteriezündung ausgerüstet. Außerdem wurde über das Schaltgetriebe zusätzlich ein kleiner Kompressor angetrieben, mit dem die Reifen mit Luft gefüllt werden konnten.
Nachdem die Sowjetunion aus verschiedenen Gründen immer weniger Fahrzeuge und Fahrzeugteile importierte, wurden auch die Produktionsanlagen im Moskauer Werk umgerüstet und ertüchtigt. Ab November 1931 konnten fast alle Teile selbst gefertigt werden, worauf hin man die Fertigung der Modelle AMO-F-15 und AMO-2 zu Gunsten des Nachfolgers AMO-3 einstellte. Letzterer entsprach immer noch weitestgehend dem Dispatch SA, wurde aber im Laufe der folgenden beiden Jahre kontinuierlich weiterentwickelt. Am Ende dieser Entwicklung stand 1933 der ZIS-5, der noch bis Ende der 1950er-Jahre fast unverändert produziert wurde.
Auf Basis des AMO-2 gab es auch ein Modell mit längerem Radstand (4420 mm), das allerdings keine eigene Typenbezeichnung erhielt. Die 2000 eingekauften Bausätze wurden nicht vollständig montiert: 1930 entstanden 895 Fahrzeuge, 1931 noch einmal 820. Ob von den insgesamt 1715 Fahrzeugen heute noch ein Exemplar erhalten ist, ist unbekannt. 

## Technische Daten
Für den AMO-2, soweit bekannt.
- Motor: Reihensechszylinder-Ottomotor
- Motortyp: „Hercules WXB“ der Hercules Engine Company
- Leistung: 66 PS (48,5 kW)
- Hubraum: 4882 cm³
- Bohrung: 95,25 mm
- Hub: 114,3 mm
- maximales Drehmoment: 245 Nm
- Verdichtung: 4,6:1
- Getriebe: mechanisches Vierganggetriebe
- Höchstgeschwindigkeit: 52 km/h, auch 60 km/h angegeben
- Tankinhalt: 60 l
- Kraftstoffverbrauch: 33 l/100 km
- Antriebsformel: 4×2

Abmessungen und Gewichte
- Länge: 5950 mm
- Breite: 2140 mm
- Höhe: 2260 mm über Kabine
- Radstand: 3810 mm
- Sitzplätze: 2
- Leergewicht: 2800 kg
- Zuladung: 2500 kg
- zulässiges Gesamtgewicht: 5300 kg